# Katarina Witt
Katarina Witt (Berlino Est, 3 dicembre 1965) è un'ex pattinatrice artistica su ghiaccio tedesca, che in carriera agonistica ha rappresentato sia la Germania Est, Paese per il quale ha vinto la gran parte dei suoi titoli internazionali, sia la Germania riunificata.
Ha vinto due medaglie d'oro per la Repubblica Democratica Tedesca, la prima alle Olimpiadi invernali del 1984 a Sarajevo e la seconda alle Olimpiadi invernali del 1988 a Calgary.  Ha vinto inoltre i campionati del mondo nel 1984, 1985, 1987, e 1988, oltre a sei campionati europei. Il suo record di vittorie la rende una delle pattinatrici artistiche di maggior successo di tutti i tempi.

## Biografia
Katarina Witt è nata a Staaken (oggi parte di Berlino). Frequentò le scuole a Karl-Marx-Stadt, che oggi ha ripreso il nome pre-comunista di Chemnitz. Lì frequenta una scuola speciale per bambini dotati negli sport, chiamata Kinder- und Jugendsportschule. Gareggia per la DDR nel club SC Karl-Marx-Stadt. La sua allenatrice, sin dal 1970, è stata Jutta Müller.

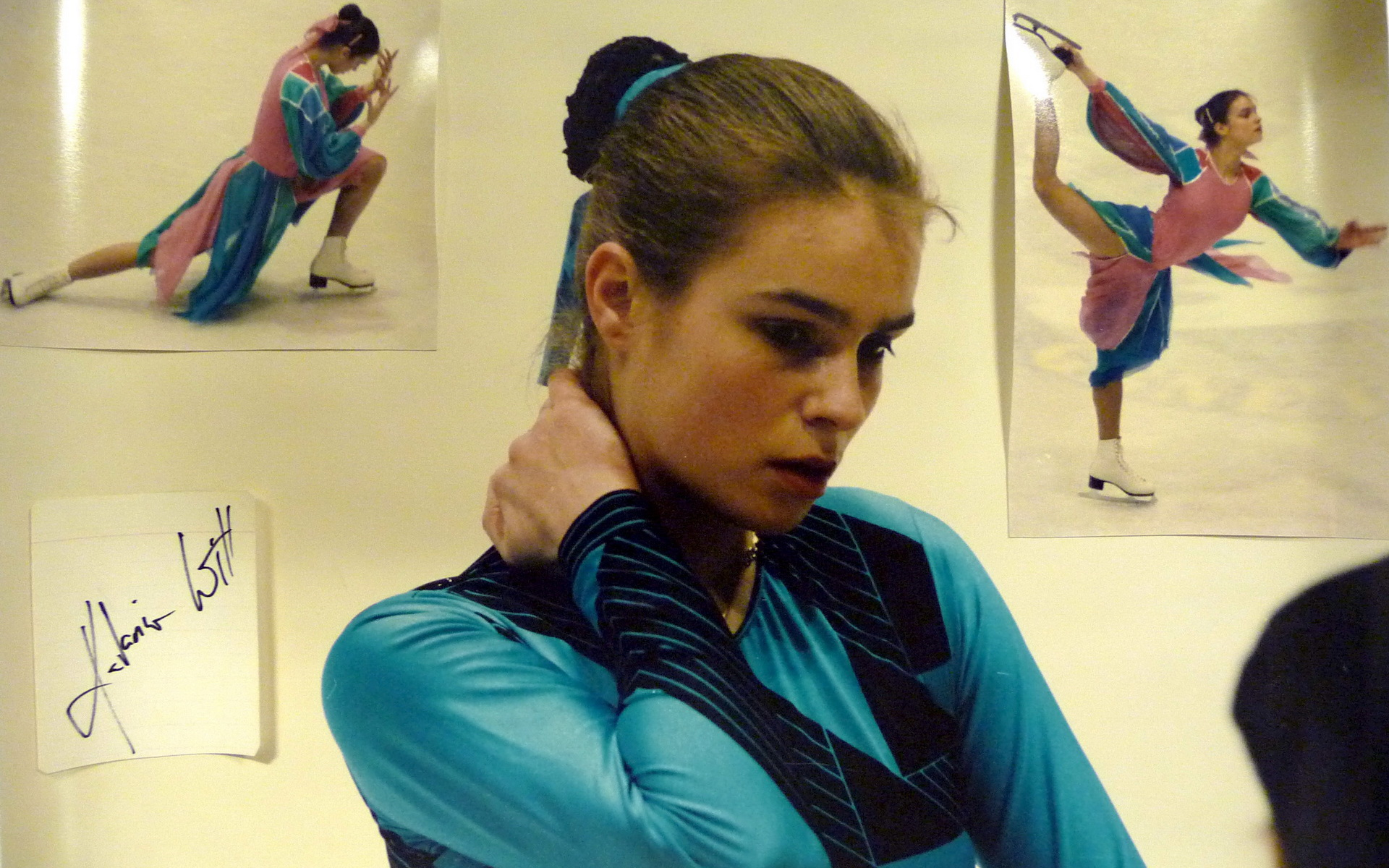
Katarina Witt nel 1986 al campionato del mondo di Ginevra

Nel 1984, dopo aver vinto il suo primo campionato del mondo e l'oro olimpico, venne votata come "Atleta femminile dell'anno della DDR" dai lettori del quotidiano tedesco-orientale Junge Welt. Nel 1987 riconquistò il titolo mondiale, che le aveva portato via la pattinatrice statunitense Debi Thomas. Molti considerano la sua esibizione in questo evento come una delle migliori della sua carriera.
Nel 1988 la Witt iniziò la carriera professionistica, cosa inusuale per gli atleti della Germania Est. Inizialmente passò tre anni in tournée negli Stati Uniti assieme a Brian Boitano, anch'egli oro olimpico nel pattinaggio artistico. Il loro spettacolo, "Witt and Boitano Skating", ebbe tale successo che per la prima volta in dieci anni il Madison Square Garden di New York fece il tutto esaurito per uno spettacolo sul ghiaccio. Successivamente continuò all'Holiday on Ice negli USA e in Europa Occidentale. Divenne anche attrice per il film Carmen on Ice (1989), che sviluppava il tema dell'esercizio con cui vinse la medaglia d'oro a Calgary. Nel 1990, ricevette un Emmy Award per la sua interpretazione.
Nel 1994 fece un ritorno nel pattinaggio competitivo. Ancora allenata da Jutta Müller, si qualificò per le olimpiadi invernali di Lillehammer, dove concluse al settimo posto. A destare una notevole impressione fu il suo programma libero, pattinato su un arrangiamento di Pete Seeger della canzone Where Have All the Flowers Gone? con l’intento di portare l’attenzione sulla città in cui aveva vinto il suo primo oro olimpico, Sarajevo, in quel momento sotto assedio. Katarina ricevette la Golden Camera per il suo ritorno alle Olimpiadi. Nello stesso anno pubblicò la sua autobiografia Meine Jahre zwischen Pflicht und Kür (I miei anni tra obbligatori e liberi).

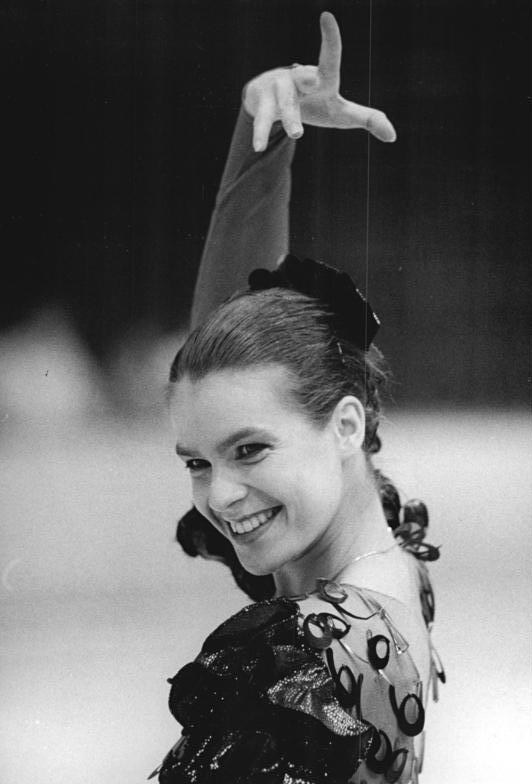
Katarina Witt agli Europei di Praga del 1988

Nel 1995 è stata ammessa nella World Figure Skating Hall of Fame.
Nel 1998 Katarina Witt posò nuda per Playboy. Il numero in cui furono pubblicate le sue foto fu il secondo nella storia della rivista ad andare esaurito (Il primo fu quello con le foto di Marilyn Monroe). Molti furono sorpresi da quanto mostrò in quelle foto: non solo seno e natiche, ma anche il pube. Sempre nel 1998 apparve nel film Ronin, con Robert De Niro nel ruolo di Natacha Kirilova, un ruolo secondario ma con diverse battute.
Nel 1999 venne votata "Atleta donna preferita negli Stati Uniti" e "Pattinatrice del Secolo".
La Witt è stata ammirata per la sua bellezza e il suo sex appeal, oltre che per le sue qualità atletiche. TIME la battezzò "la faccia più bella del socialismo". All'apice della sua carriera alcuni la trovavano somigliante a Brooke Shields, della quale è quasi coetanea.
Il gusto di Katarina Witt per i costumi da gara ha talvolta destato perplessità. Ai campionati europei del 1983 eseguì il programma breve su musiche di Mozart con dei pantaloncini sopra il ginocchio invece dell'usuale gonnellino. Il costume blu senza gonna che usò nel 1988 fu considerato troppo teatrale e sexy, e portò un cambiamento nei regolamenti ISU, che richiesero alle pattinatrici di usare un abbigliamento più modesto e dotato di gonna. Nel 1994, eseguendo un programma ispirato a Robin Hood, sfidò nuovamente le regole sui costumi, indossando al posto della gonna una tunica corta e degli scaldamuscoli.

## Palmarès
| Evento                             | 1978–79 | 1979–80 | 1980–81 | 1981–82 | 1982–83 | 1983–84 | 1984–85 | 1985–86 | 1986–87 | 1987–88 | 1993–94 |
| ---------------------------------- | ------- | ------- | ------- | ------- | ------- | ------- | ------- | ------- | ------- | ------- | ------- |
| Giochi olimpici invernali          |         |         |         |         |         | 1°      |         |         |         | 1°      | 7°      |
| Campionati mondiali                |         | 10°     | 5°      | 2°      | 4°      | 1°      | 1°      | 2°      | 1°      | 1°      |         |
| Campionati europei                 | 14°     | 13°     | 5°      | 2°      | 1°      | 1°      | 1°      | 1°      | 1°      | 1°      | 8°      |
| Skate Canada                       |         |         |         |         |         | 1°      |         |         |         |         |         |
| NHK Trophy                         |         |         | 2°      |         | 1°      |         |         |         | 1°      | 1°      |         |
| Blue Swords                        | 1°      | 2°      |         | 1°      |         |         |         |         |         |         |         |
| Challenge Cup                      |         |         | 2°      | 1°      |         | 1°      |         |         |         |         |         |
| Golden Spin                        | 3°      |         |         |         |         |         |         |         |         |         |         |
| Campionati della Germania dell'Est | 3°      | 2°      | 1°      | 1°      | 1°      | 1°      | 1°      | 1°      | 1°      | 1°      |         |
| Campionati tedeschi                |         |         |         |         |         |         |         |         |         |         | 2°      |